# Championnat de Tunisie masculin de basket-ball 2015-2016
Navigation
Saison précédente Saison suivante
La saison 2015-2016 du championnat de Tunisie masculin de basket-ball est la 61e édition de la compétition.

## Clubs participants

### Poule A
- Club africain
- Club athlétique bizertin
- Dalia sportive de Grombalia
- Étoile sportive du Sahel
- Jeunesse sportive d'El Menzah
- Jeunesse sportive kairouanaise
- Stade nabeulien

### Poule B
- Association sportive d'Hammamet
- Club sportif des cheminots
- Étoile sportive goulettoise
- Étoile sportive de Radès
- Ezzahra Sports
- Stade sportif de Kasserine
- Union sportive monastirienne

## Compétition
Le barème de points servant à établir le classement se décompose ainsi :
- Victoire : 2 points
- Défaite : 1 point
- Forfait et match perdu par pénalité : 0 point

### Phase 1

#### Poule A
| Rang | Équipe                         | Pts | J  | G  | P  | Pp  | Pc  | Diff |
| ---- | ------------------------------ | --- | -- | -- | -- | --- | --- | ---- |
| 1    | Étoile sportive du Sahel       | 23  | 12 | 11 | 1  | 960 | 762 | 198  |
| 2    | Club africain T C              | 23  | 12 | 11 | 1  | 952 | 782 | 170  |
| 3    | Jeunesse sportive d'El Menzah  | 19  | 12 | 7  | 5  | 852 | 849 | 3    |
| 4    | Stade nabeulien                | 18  | 12 | 6  | 6  | 827 | 822 | 5    |
| 5    | Jeunesse sportive kairouanaise | 16  | 12 | 4  | 8  | 807 | 865 | -58  |
| 6    | Dalia sportive de Grombalia P  | 15  | 12 | 3  | 9  | 803 | 892 | -89  |
| 7    | Club athlétique bizertin       | 12  | 12 | 0  | 12 | 730 | 959 | -229 |

| Légende :                                                                  |
| - Qualification pour les play-offs - Qualification pour les super play-out |
| T : Tenant du titre                                                        |
| F : Finaliste du championnat 2014-2015                                     |
| P : Promu de la Nationale B 2014-2015                                      |
| C : Vainqueur de la coupe de Tunisie 2014-2015                             |
| L : Vainqueur de la coupe FTBB                                             |
| 0                                                                          |

Note : Les quatre premiers sont qualifiés pour les play-offs. Les trois derniers jouent les play-out. L'Étoile sportive du Sahel obtient la première place à l’avantage des confrontations directes avec le Club africain.
| Résultats (dom.\ext.)                                              | CA      | CAB      | DSG     | ESS     | JSM     | JSK     | SN      |
| CA                                                                 |         | 100 - 54 | 86 - 67 | 59 - 68 | 79 - 77 | 73 - 65 | 96 - 79 |
| CAB                                                                | 59 - 90 |          | 85 - 86 | 58 - 92 | 69 - 81 | 66 - 73 | 64 - 70 |
| DSG                                                                | 68 - 73 | 73 - 58  |         | 62 - 77 | 76 - 85 | 72 - 76 | 54 - 70 |
| ESS                                                                | 69 - 70 | 85 - 62  | 71 - 42 |         | 94 - 81 | 99 - 69 | 78 - 62 |
| JSM                                                                | 67 - 81 | 63 - 52  | 66 - 72 | 55 - 70 |         | 67 - 57 | 69 - 63 |
| JSK                                                                | 55 - 81 | 64 - 53  | 74 - 65 | 81 - 82 | 64 - 66 |         | 62 - 69 |
| SN                                                                 | 54 - 64 | 82 - 50  | 69 - 66 | 62 - 76 | 72 - 75 | 73 - 68 |         |
| - Victoire à domicile - Victoire à l'extérieur - Match non disputé |         |          |         |         |         |         |         |

#### Poule B
| Rang | Équipe                          | Pts | J  | G  | P  | Pp  | Pc  | Diff |
| ---- | ------------------------------- | --- | -- | -- | -- | --- | --- | ---- |
| 1    | Étoile sportive de Radès F      | 23  | 12 | 11 | 1  | 920 | 784 | 136  |
| 2    | Union sportive monastirienne    | 23  | 12 | 11 | 1  | 980 | 796 | 184  |
| 3    | Étoile sportive goulettoise     | 20  | 12 | 8  | 4  | 841 | 813 | 28   |
| 4    | Ezzahra Sports                  | 17  | 12 | 5  | 7  | 778 | 848 | -70  |
| 5    | Association sportive d'Hammamet | 16  | 12 | 4  | 8  | 730 | 737 | -7   |
| 6    | Club sportif des cheminots      | 14  | 12 | 2  | 10 | 740 | 859 | -119 |
| 7    | Stade sportif de Kasserine P    | 13  | 12 | 1  | 11 | 795 | 946 | -151 |

| Légende :                                                                  |
| - Qualification pour les play-offs - Qualification pour les super play-out |
| T : Tenant du titre                                                        |
| F : Finaliste du championnat 2014-2015                                     |
| P : Promu de la Nationale B 2014-2015                                      |
| C : Vainqueur de la coupe de Tunisie 2014-2015                             |
| L : Vainqueur de la coupe FTBB                                             |
| 0                                                                          |

Note : Les quatre premiers sont qualifiés pour les play-offs. Les trois derniers jouent les play-out. L'Étoile sportive de Radès obtient la première place à l’avantage des confrontations directes avec l'Union sportive monastirienne.
| Résultats (dom.\ext.)                                              | ASH     | CSC     | ESG     | ESR     | EZS     | SSK     | USM      |
| ASH                                                                |         | 70 - 52 | 61 - 67 | 70 - 75 | 45 - 46 | 75 - 52 | 55 - 56  |
| CSC                                                                | 62 - 65 |         | 56 - 64 | 44 - 68 | 69 - 71 | 74 - 65 | 58 - 75  |
| ESG                                                                | 71 - 57 | 84 - 62 |         | 67 - 80 | 86 - 69 | 68 - 57 | 68 - 74  |
| ESR                                                                | 63 - 51 | 74 - 63 | 77 - 62 |         | 75 - 71 | 94 - 76 | 79 - 68  |
| EZS                                                                | 69 - 51 | 68 - 62 | 64 - 67 | 64 - 78 |         | 75 - 70 | 51 - 85  |
| SSK                                                                | 55 - 72 | 65 - 70 | 68 - 70 | 59 - 71 | 87 - 74 |         | 95 - 107 |
| USM                                                                | 70 - 58 | 90 - 68 | 88 - 67 | 89 - 86 | 82 - 55 | 96 - 55 |          |
| - Victoire à domicile - Victoire à l'extérieur - Match non disputé |         |         |         |         |         |         |          |

#### Matchs de classement
- Pour le point du bonus :
  - À Sousse : Étoile sportive du Sahel - Étoile sportive de Radès : 71-75
  - À Radès : Étoile sportive de Radès - Étoile sportive du Sahel : 72-78
  - À Nabeul : Étoile sportive du Sahel - Étoile sportive de Radès : 73-61

L’Étoile sportive du Sahel obtient le point du bonus.
- Matchs des 3e et 4e :
  - Étoile sportive goulettoise - Stade nabeulien : 57-75
  - À Nabeul : Stade nabeulien - Étoile sportive goulettoise : 75-73
  - À l’Ariana : Jeunesse sportive d'El Menzah - Ezzahra Sports : 68-74
  - Ezzahra Sports - Jeunesse sportive d'El Menzah : 44-58
  - Jeunesse sportive d'El Menzah - Ezzahra Sports : 65-55

Le Stade nabeulien et la Jeunesse sportive d'El Menzah se qualifient au play-off. Ezzahra Sports et l’Étoile sportive goulettoise disputent le play-out avec un point de bonus.

### Phase 2

#### Play-off
| Rang | Équipe                        | Pts     | J  | G | P | Pp  | Pc  | Diff |
| ---- | ----------------------------- | ------- | -- | - | - | --- | --- | ---- |
| 1    | Étoile sportive du Sahel      | 19 (+1) | 10 | 8 | 2 | 756 | 689 | 67   |
| 2    | Club africain                 | 18      | 10 | 8 | 2 | 708 | 656 | 52   |
| 3    | Union sportive monastirienne  | 16      | 10 | 6 | 4 | 746 | 730 | 16   |
| 4    | Étoile sportive de Radès      | 14      | 10 | 4 | 6 | 729 | 714 | 15   |
| 5    | Stade nabeulien               | 13      | 10 | 3 | 7 | 713 | 747 | -34  |
| 6    | Jeunesse sportive d'El Menzah | 11      | 10 | 1 | 9 | 657 | 773 | -116 |

| Légende :                                |
| - Qualification pour les super play-offs |
| 0                                        |

| Résultats (dom.\ext.)                                              | CA      | ESR     | ESS     | JSM     | SN      | USM     |
| CA                                                                 |         | 75 - 64 | 74 - 70 | 76 - 52 | 71 - 68 | 64 - 71 |
| ESR                                                                | 75 - 78 |         | 71 - 74 | 53 - 50 | 76 - 54 | 73 - 80 |
| ESS                                                                | 59 - 66 | 76 - 63 |         | 92 - 64 | 77 - 65 | 83 - 78 |
| JSM                                                                | 59 - 64 | 69 - 94 | 72 - 83 |         | 70 - 83 | 73 - 69 |
| SN                                                                 | 74 - 79 | 69 - 75 | 70 - 74 | 81 - 74 |         | 70 - 69 |
| USM                                                                | 64 - 61 | 89 - 85 | 66 - 68 | 78 - 74 | 82 - 79 |         |
| - Victoire à domicile - Victoire à l'extérieur - Match non disputé |         |         |         |         |         |         |

#### Matchs de classement pour la5eplace
- Jeunesse sportive d'El Menzah - Stade nabeulien : 62-95

#### Play-out
| Résultats (dom.\ext.)                                              | ASH     | CAB     | CSC     | DSG      | ESG     | EZS     | JSK     | SSK     |
| ASH                                                                |         | 79 - 64 | 87 - 85 | 79 - 53  | 77 - 68 | 73 - 49 | 78 - 84 | 84 - 60 |
| CAB                                                                | 75 - 65 |         | 71 - 73 | 72 - 80  | 72 - 60 | 59 - 55 | 71 - 67 | 70 - 48 |
| CSC                                                                | 83 - 68 | 74 - 67 |         | 55 - 78  | 68 - 75 | 65 - 67 | 59 - 66 | 82 - 67 |
| DSG                                                                | 85 - 80 | 75 - 72 | 72 - 65 |          | 67 - 75 | 77 - 61 | 74 - 80 | 90 - 58 |
| ESG                                                                | 73 - 71 | 73 - 61 | 61 - 59 | 89 - 85  |         | 78 - 65 | 86 - 75 | 81 - 68 |
| EZS                                                                | 72 - 73 | 81 - 66 | 48 - 58 | 73 - 62  | 71 - 69 |         | 73 - 70 | 71 - 49 |
| JSK                                                                | 63 - 62 | 73 - 63 | 86 - 63 | 80 - 70  | 86 - 65 | 74 - 72 |         | 82 - 70 |
| SSK                                                                | 67 - 83 | 56 - 68 | 60 - 63 | 70 - 100 | 72 - 85 | 66 - 77 | 56 - 82 |         |
| - Victoire à domicile - Victoire à l'extérieur - Match non disputé |         |         |         |          |         |         |         |         |

| Rang | Équipe                           | Pts | J  | G  | P  | Pp   | Pc   | Diff |
| ---- | -------------------------------- | --- | -- | -- | -- | ---- | ---- | ---- |
| 1    | Jeunesse sportive kairouanaise   | 25  | 14 | 11 | 3  | 1068 | 962  | 106  |
| 2    | Étoile sportive goulettoise (+1) | 25  | 14 | 10 | 4  | 1139 | 1027 | 112  |
| 3    | Association sportive d'Hammamet  | 22  | 14 | 8  | 6  | 1061 | 981  | 80   |
| 4    | Ezzahra Sports (+1)              | 22  | 14 | 7  | 7  | 985  | 979  | 6    |
| 5    | Dalia sportive de Grombalia      | 22  | 14 | 8  | 6  | 1068 | 1014 | 54   |
| 6    | Club sportif des cheminots       | 20  | 14 | 6  | 8  | 952  | 973  | -21  |
| 7    | Club athlétique bizertin         | 20  | 14 | 6  | 8  | 951  | 959  | -8   |
| 8    | Stade sportif de Kasserine       | 14  | 14 | 0  | 14 | 867  | 1118 | -251 |

| Légende :                         |
| - Relégué en division nationale B |
| 0                                 |

### Phase 3 (super play-off)
|  | Demi-finales             | Demi-finales             | Demi-finales             | Demi-finales             | Demi-finales             |    |                            | Finale                                     | Finale                     | Finale                     | Finale                     | Finale |
|  |                          |                          |                          |                          |                          |    |                            |                                            |                            |                            |                            |        |
|  | Ven 18 mars, sam 26 mars |                          |                          |                          |                          |    |                            |                                            |                            |                            |                            |        |
|  | (1) ES Sahel             | 2                        | 71                       | 78                       |                          |    |                            |                                            |                            |                            |                            |        |
|  | (4) ES Radès             | 0                        | 57                       | 76                       |                          |    |                            |                                            |                            |                            |                            |        |
|  |                          |                          |                          |                          |                          |    |                            | Sam 16 avril, sam 23 avril et sam 30 avril |                            |                            |                            |        |
|  |                          |                          |                          |                          |                          |    | (1) ES Sahel               | 1                                          | 73                         | 56                         | 56                         |        |
|  |                          | (2) Club africain        | 2                        | 69                       | 64                       | 59 |                            |                                            |                            |                            |                            |        |
|  |                          |                          |                          |                          |                          |    |                            |                                            |                            |                            |                            |        |
|  |                          |                          |                          |                          |                          |    |                            | Match pour la 3e place                     |                            |                            |                            |        |
|  | Sam 19 mars, sam 26 mars | Sam 19 mars, sam 26 mars | Sam 19 mars, sam 26 mars | Sam 19 mars, sam 26 mars | Sam 19 mars, sam 26 mars |    | Sam 16 avril, sam 23 avril | Sam 16 avril, sam 23 avril                 | Sam 16 avril, sam 23 avril | Sam 16 avril, sam 23 avril | Sam 16 avril, sam 23 avril |        |
|  | (2) Club africain        | 2                        | 59                       | 88                       |                          |    | (4) ES Radès               | 2                                          | 76                         | 86                         |                            |        |
|  | (3) US Monastir          | 0                        | 55                       | 84                       |                          |    |                            | (3) US Monastir                            | 0                          | 74                         | 77                         |        |

|  | Suivi de la série. |

|  | Score de l'équipe recevante. |

|  | Score de l'équipe en déplacement. |

## Champion
- Club africain
  - Entraîneur : Mário Palma
  - Effectif : Kyle Vinales, Mourad El Mabrouk, Lassaad Chouaya, Ziyed Chennoufi, Jarred Shaw, Nizar Knioua, Bechir Hadidane, Mokhtar Ghayaza, Hichem Zahi, Tarek Lahmaier, Youssef Mejri, Seif Ben Maati, Mehdi Ben Ghenia

## Autres
| Récompense               | Joueur         | Club          |
| ------------------------ | -------------- | ------------- |
| Meilleur étranger        | Kyle Vinales   | Club africain |
| Meilleur joueur tunisien | Omar Mouhli    | ES Sahel      |
| Meilleure révélation     | Jawhar Jaouadi | JS Kairouan   |

- Champion de division nationale B : Stade gabésien
- Prix du fair-play : Étoile sportive goulettoise

L'Union sportive El Ansar et le Stade gabésien montent en division nationale A.